# 福島松川パーキングエリア

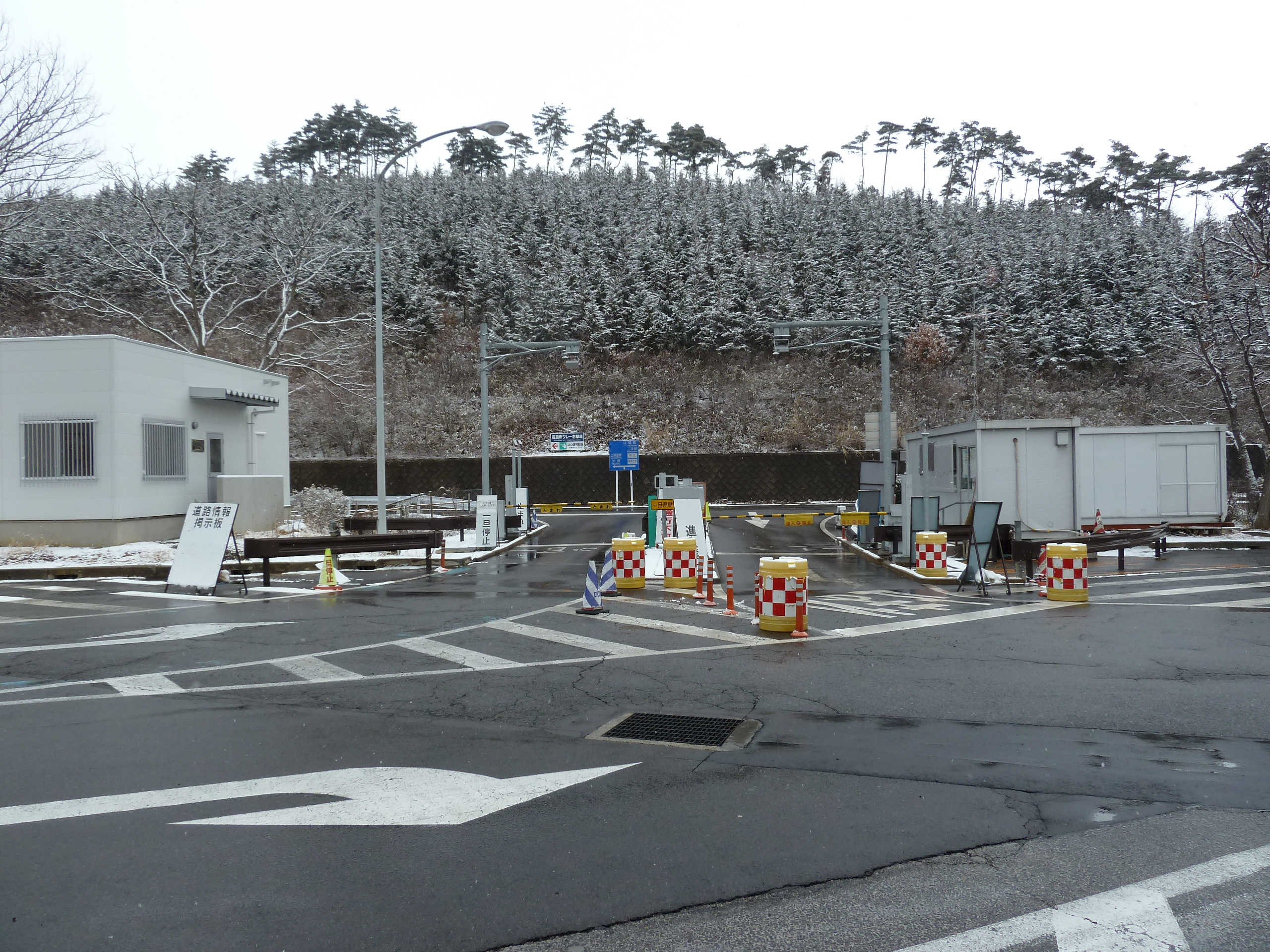
福島松川SIC（下り線）

福島松川パーキングエリア（ふくしままつかわパーキングエリア）は、福島県福島市松川町にある東北自動車道のパーキングエリア。福島松川スマートインターチェンジを併設する。

## 施設

### 上り線（宇都宮・東京方面）
- 管理：ネクスコ東日本エリアトラクト[1]
- 運営 : カルラ[2]
- 駐車場[2]
  - 大型：17台
  - 小型：47台
  - 身障者用
    - 小型：1台
- トイレ[2]
  - 男性：大4（和式1・洋式3）・小10
    - オストメイト対応設備が設置されている[3]。

  - 女性：14（和式2・洋式12）
    - オストメイト対応設備が設置されている[3]。
    - 同伴の小便器1

  - 身障者用：1
- フードコート「まるまつハイウェイ」（8:00 - 20:00）[2][4]
- ショッピングコーナー（8:00 - 20:00）[2]
- 生活・暮らし
  - 自動販売機（24時間）
  - E-NEXCO Wi-Fi SPOT
- 休憩
  - パウダーコーナー
  - 喫煙所
- 自動体外式除細動器（AED）
- 高速道路サービス
  - 一般道からの出入口（ウォークインゲート）[2]
  - スマートIC（24時間）
    - 入口利用・出口利用共に全ての施設が利用可

  - ETC履歴プリンタ（8:00 - 20:00）
  - ハイウェイスタンプ（24時間）

### 下り線（仙台・盛岡方面）
- 管理：ネクスコ東日本エリアトラクト[1]
- 運営：カルラ[5]
- 駐車場[5]
  - 大型：14台
  - 小型：50台
  - 身障者用
    - 小型：1台
- トイレ[5]
  - 男性：大4（和式1・洋式3）・小10
    - オストメイト対応設備が設置されている[3]。

  - 女性：14（和式2・洋式12）
    - オストメイト対応設備が設置されている[3]。
    - 同伴の小便器1

  - 身障者用：1
- フードコート「まるまつハイウェイ」（7:30 - 19:30）[5][4]
- ショッピングコーナー（7:30 - 19:30）[5]
- 生活・暮らし
  - 自動販売機（24時間）
  - E-NEXCO Wi-Fi SPOT
- 休憩
  - パウダーコーナー
  - 喫煙所
- 自動体外式除細動器（AED）
- 高速道路サービス
  - 一般道からの出入口（ウォークインゲート）[5]
  - スマートIC（24時間）
    - 入口利用の場合は全ての施設が利用可
    - 出口利用の場合は全ての施設が利用不可

  - ETC履歴プリンタ（24時間）
  - ハイウェイスタンプ（24時間）

## 福島松川スマートインターチェンジ
福島松川スマートインターチェンジ（ふくしままつかわスマートインターチェンジ）は、福島松川パーキングエリア（PA）上に併設されているスマートインターチェンジである。
- 利用可能時間：24時間[6]
- 対応車種：ETC車載器を搭載した全車種（車長9.0m以下）[6]
- 利用可能方向：全方向[6]

### 歴史
- 2004年（平成16年）12月27日 - 2006年（平成18年）9月30日：スマートICの社会実験が実施される[7]。
- 2006年（平成18年）10月1日：本格運用が開始される（この時の利用可能時間は6:00 - 22:00）。
- 2007年（平成19年）9月14日：利用可能時間が24時間に変更される[7]。

### 接続する道路
- 直接接続
  - E4東北自動車道(20-1)
  - 福島市道池田・小池線（上り線）
  - 福島県道52号土湯温泉線（下り線）
- 間接接続
  - 福島県道52号土湯温泉線（上り線）

## 隣
E4 東北自動車道
(20)二本松IC - (20-1)福島松川PA/SIC - (21)福島西IC